# Partito Islamico Iracheno
Il Partito Islamico Iracheno (in arabo الحزب الإسلامي العراقي, Hizb al-Islami al-Airaqi) è un partito politico arabo islamico sunnita in Iraq. 
È stato fondato nel lontano 1960, ed è sorto dal movimento dei Fratelli Musulmani. È esistito in modo clandestino al tempo di Saddam Hussein e rifondato ufficialmente nell'aprile 2003.

## Storia
Successivamente alla caduta del regime nel 2003, il Partito Islamico Iracheno (PII) non si è uniformato alla posizione di rifiuto verso le nuove istituzioni espressa dell'Associazione degli Ulema Islamici di Dhari, che rappresentava l'elite religiosa sunnita del precedente regime Ba'th, ma ha scelto di partecipare al processo politico guidato dall'Autorità alleata provvisoria, entrando a far parte del Consiglio di governo iracheno (IGC). Il Segretario del Partito era allora il Dr. Mohsen Abdel Hamid.
Il Consiglio di governo iracheno sottrasse agli ulema il controllo delle attività di culto sunnite, istituendo nell'ottobre 2003 l'Ufficio del Waqf sunnita, con presidente Adnan Duleimi, che era collegato al PII quale principale partito sunnita partecipante al processo politico. 
Nel luglio 2004, Tariq al-Hashimi divenne Segretario del Partito.
Il 9 novembre 2004 il PII si allontanò dal governo ad interim iracheno per protestare contro l'attacco dalle forze alleate contro Falluja. Tuttavia il ministro Hajim al-Hassani, del PII, rimase nel governo abbandonando il partito. 
Il PII boicottò le elezioni legislative del gennaio 2005, dopo aver contribuito alla loro preparazione, anche se i suoi membri non hanno del tutto disertato la partecipazione alle elezioni provinciali, per esempio nella provincia di Ninive e in quella di Al-Anbar. 
Il PII ha condotto una campagna a grande scala contro la Costituzione dell'Iraq in vista del referendum sulla Costituzione del 15 ottobre 2005. Ma due giorni prima delle elezioni, il partito ha cambiato linea sostenendo il « sì », a seguito di un accordo con i membri del governo di transizione iracheno, in base al quale la nuova Assemblea Nazionale avrebbe dovuto apportare degli emendamenti alla Costituzione nel 2006.

### Fronte dell'Accordo Iracheno
Il PII ha quindi preso parte alle successive elezioni legislative del dicembre 2005 all'interno della coalizione del Fronte dell'Accordo Iracheno (al-Tawafuq). 
La coalizione era formata dai seguenti partiti:
- Partito Islamico Iracheno, guidato da Tariq al-Hashimi;
- Consiglio Generale del Popolo dell'Iraq, lista di Adnan al-Dulaimi, ex presidente dell'Ufficio del Waqf sunnita;
- Consiglio Iracheno di Dialogo Nazionale (raggruppamento di partiti sunniti minori), guidato da Khalaf al-Ulayyan.

La guida della coalizione era assegnata ad Adnan Dulaimi.
La coalizione ottenne il 15,1% dei voti e 44 seggi (su un totale di 275), il migliore risultato tra tutte le coalizioni arabe sunnite. Il Segretario del PII, Tariq al-Hashimi, ottenne l'incarico di vicepresidente dell'Iraq, che svolse fino al 2011. 
Per la sua partecipazione al processo politico in Iraq, il PII è stato criticato dai sunniti radicali, come il capo di Al-Qaida in Iraq, Abu Musab al-Zarqawi, per aver legittimato la Repubblica. 
Alla coalizione non partecipò il gruppo di Saleq al-Mutlaq, che non aveva accettato il cambiamento della linea del partito a favore della Costituzione dell'Iraq. Questi si presentò con la lista indipendente del Fronte Iracheno di Dialogo Nazionale, che ottenne comunque 11 seggi. 
Dal luglio 2007 la guida del Fronte dell'Accordo Iracheno fu assunta da Ayad al-Samarrai, che nell'aprile 2009 fu eletto Presidente del Parlamento iracheno.

#### Elezioni provinciali del 2009
Nelle elezioni provinciali del gennaio 2009, il PII si è associato, nel governatorato di al-Anbar, con l'Alleanza Nazionale Irachena del Risveglio e degli Indipendenti, il braccio politico delle milizie tribali sunnite Sahwa, costituitesi a partire dal 2006 con il supporto degli Stati Uniti per opporsi ad Al-Qaida in Iraq. Tra queste il ruolo egemone era svolto dal Consiglio della Salvezza dell'Anbar di Ahmed Abu-Risha.
La lista del PII risultò la lista più votata del governatorato, ottenendo 8 seggi su 29.

#### Elezioni legislative del 2010
Nel maggio 2009 il vicepresidente Tariq al-Hashimi ha abbandonato la guida del PII, e si è avvicinato al primo ministro Iyad Allawi, formando una propria lista, detta Lista del Rinnovamento, che si è riunita al partito sciita progressista di Allawi, l'Intesa Nazionale Irachena, nella coalizione del Movimento Nazionale Iracheno (Iraqiyya), di orientamento dichiaratamente secolarista e anti-settaria, raggruppando sia sciiti che sunniti. 
Alla coalizione partecipò, oltre al partito di Allawi ed alla lista di Hashimi, anche il partito del Fronte Iracheno di Dialogo Nazionale di Saleh al-Mutlaq.
Inoltre, nel novembre 2009 fu approvata una modifica alla legge elettorale, che sfavoriva notevolmente il voto delle minoranze, in quanto prevedeva un numero ridotto di seggi compensatori nazionali, nonostante la forte opposizione dei deputati sunniti e del vicepresidente Hashimi in particolare. 
Alle elezioni legislative del 2010, il Fronte dell'Accordo Iracheno guidato da Ayad al-Samarrai ottenne soltanto 6 seggi, mentre un successo fu la coalizione mista Iraqiyya.

### Mutahidun
Nel 2011, in concomitanza con le varie primavere arabe mediorientali, i sunniti parteciparono al movimento al-Harak al-Shaabi contro il governo sciita del premier Nuri al-Maliki, considerato eccessivamente settario e accentratore. Il premier Nuri al-Maliki represse i movimenti di protesta sunniti con l'esercito, equiparandoli a terroristi, e mise in atto una strategia per combattere e dividere i suoi oppositori politici.
Nel dicembre 2011, a seguito del ritiro delle truppe americane, un avviso di garanzia per omicidio fu inviato al vice-presidente Tariq al-Hashimi, che fu costretto a fuggire nel Kurdistan iracheno e successivamente in Turchia, venendo poi condannato a morte in contumacia nel 2012. 
Nel dicembre 2012 il PII si è riunito, con altri partiti sunniti, nella coalizione Mutahidun. 

## Segretari del Partito
- Mohsen Abdel Hamid, fino al luglio 2004
- Tariq al-Hashimi, dal luglio 2004 al maggio 2009
- Ayad al-Samarrai, dal maggio 2009